# L’italiano (album)
A L'italiano Toto Cutugno 1983-ban megjelent válogatásalbuma, melyben az elmúlt öt év legnagyobb sikereit foglalta össze. A címadó dal ma is az énekes legnagyobb slágere, mellyel a Sanremói Dalfesztiválon ötödik helyezést ért el.
A lemez dalainak nagy részét Toto Cutugno egyedül írta. Kevés az a dal, amelyet az előadó más szerzőkkel együtt írt.

## Dalok
A zárójelben a dal eredeti megjelenésének éve olvasható.
1. L'italiano (1983)
2. Solo noi (1980)
3. Soli (1980)
4. Donna, donna mia (1978)
5. Voglio l'anima (1979)
6. Sarà (1983)
7. Innamorati (1980)
8. La mia musica (1981)
9. Flash (1980)
10. Donna (1979)

## Közreműködött
- Toto Cutugno – ének, gitár, akusztikus gitár, billentyűs hangszerek, szájharmonika, szaxofon, ütőhangszerek

Valamint az eredeti felvételeken szereplő zenészek.

## Fordítás
- Ez a szócikk részben vagy egészben  a   L'italiano (album Toto Cutugno) című olasz Wikipédia-szócikk ezen változatának fordításán alapul.  Az eredeti cikk szerkesztőit annak laptörténete sorolja fel. Ez a jelzés csupán a megfogalmazás eredetét és a szerzői jogokat jelzi, nem szolgál a cikkben szereplő információk forrásmegjelöléseként.